# 遠山公一
遠山 公一（とおやま こういち、1959年5月6日 - ）は、日本の西洋美術史家。専門は15世紀イタリア絵画・彫刻史。慶應義塾大学文学部教授。不動産会社の遠山偕成株式会社取締役。

## 来歴
東京都港区出身。音楽評論家遠山一行とピアニスト遠山慶子の長男。学習院幼稚園では三島由紀夫の長女の平岡紀子と一緒だった。松濤幼稚園を経て、幼稚舎から慶應義塾に学ぶ。慶應義塾大学文学部仏文学専攻卒業後、1984年、慶應義塾大学文学部美学美術史学専攻卒業。1989年、東京大学大学院人文科学研究科美術史学専攻修士課程修了。同年春に結婚した夫人は中村草田男の孫の一人。この間、イタリア政府給費生として3年間、フィレンツェ大学にて学んだ。
東京大学大学院人文科学研究科美術史学専攻博士課程中退後、女子美術大学専任講師を経て、1990年から女子美術大学助教授。1995年から慶應義塾大学文学部助教授。2006年より慶應義塾大学文学部教授。

## 親族
弟の遠山明良は遠山偕成株式会社の代表取締役および水海道ゴルフクラブ理事長。従兄弟の遠山元道は工学者で慶應義塾大学理工学部教授。

## 著作
- 『西洋絵画の歴史1 ルネサンスの驚愕』（小学館101ビジュアル新書、2013年）、高階秀爾監修

### 翻訳
- エルンスト・ゴンブリッチ 『シンボリック・イメージ』（平凡社、1991年）、大原まゆみ・鈴木杜幾子共訳
- フィアンマ・ドメスティチ 『ルカ・デッラ・ロッビアとその一族』、（東京書籍〈イタリア・ルネサンスの巨匠たち9〉、1994年）
- ロベルト・ロンギ 『ピエロ・デッラ・フランチェスカ』（中央公論美術出版、2008年）、池上公平共訳

### 編著
- 『祭壇画の解体学－サッセッタからティントレ』（責任編集、ありな書房〈イメージの探検学2〉、2011年4月）
- 『ルネサンスの名画101』（高階秀爾共編、新書館、2011年12月）
- 『美術コレクションを読む』（金山弘昌共編、慶應義塾大学出版会、2012年11月）